# 30111 Wendyslijk
30111 Wendyslijk este un asteroid din centura principală de asteroizi.

## Descriere
30111 Wendyslijk este un asteroid din centura principală de asteroizi. A fost descoperit pe 29 martie 2000 la Socorro, New Mexico, în cadrul proiectului LINEAR. Asteroidul prezintă o orbită caracterizată de o semiaxă mare de 2,35 ua, o excentricitate de 0,09 și o înclinație de 7,1° în raport cu ecliptica.